# Foo fighter
För artikeln om bandet, se Foo Fighters.

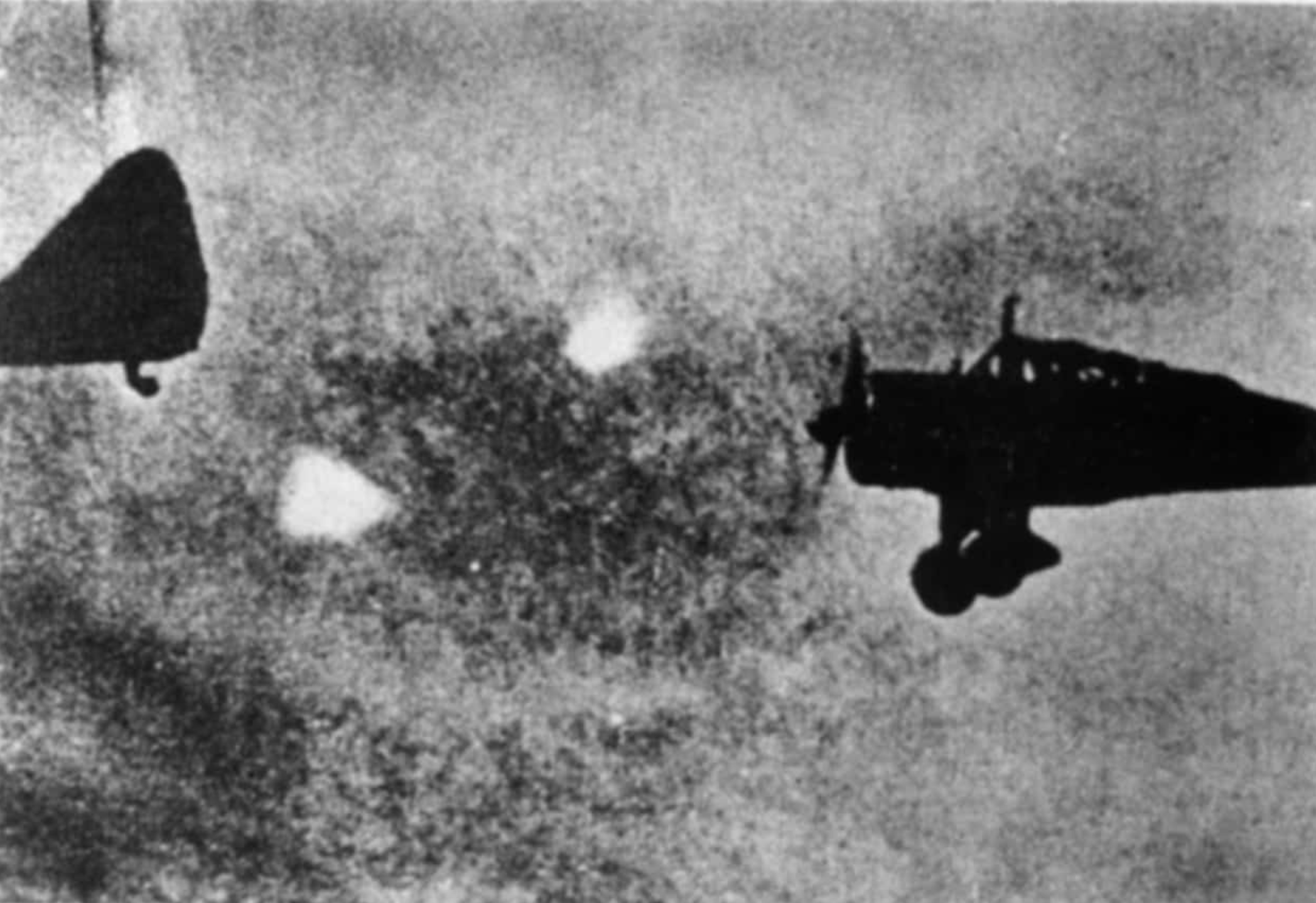
Foo Fighter i Tyskland under andra världskriget.

Foo fighter är det namn som amerikanska piloter gav ljusklot som uppehöll sig nära flygplan under andra världskriget.
Fenomenet iakttogs av både de allierade och tyskarna och troddes vara ett nytt vapen. Efter kriget förnekade båda sidorna att de skulle ha skickat upp dem. De amerikanska piloterna kallade dem för ”foo fighters”, en term som sägs ha sitt ursprung från serien Smokey Stover och där frasen ”Where there's foo, there's fire” förekommer. En utredning 1945 visade att det rört sig om en naturlig form av Sankt Elmseld som bildas vid planens vingspetsar.